# Huánuco (regio)
Huánuco (Aymara en Quechua: Wanuku) is een regio van Peru, gelegen in het centrale gebergte. De regio heeft een oppervlakte van 36.849 km² en heeft 860.537 inwoners (2015). Huánuco grenst in het noorden aan San Martín, in het noordoosten aan Loreto, in het oosten aan Ucayali, in het zuiden aan Pasco en in het westen aan de regio's Lima en Ancash. De hoofdstad is Huánuco.

## Bestuurlijke indeling
De regio is verdeeld in elf provincies, die weer zijn onderverdeeld in 84 districten. Achter elke provincie wordt de hoofdplaats genoemd.
| Nr. | Provincie     | Inwoners | Oppervlakte | UBIGEO | Districten | Hoofdplaats | Inwoners |
| --- | ------------- | -------- | ----------- | ------ | ---------- | ----------- | -------- |
| 1   | Ambo          | 57.006   | 1.575 km²   | 1002   | 8          | Ambo        | 20.886   |
| 2   | Dos de Mayo   | 53.728   | 1.468 km²   | 1003   | 9          | La Unión    | 6.114    |
| 3   | Huacaybamba   | 22.977   | 1.744 km²   | 1004   | 4          | Huacaybamba | 6.737    |
| 4   | Huamalíes     | 76.093   | 3.145 km²   | 1005   | 11         | Llata       | 10.000   |
| 5   | Huánuco       | 310.464  | 3.592 km²   | 1001   | 13         | Huánuco     | 335.530  |
| 6   | Lauricocha    | 38.780   | 1.860 km²   | 1010   | 7          | Jesús       | 6.233    |
| 7   | Leoncio Prado | 134.547  | 4.943 km²   | 1006   | 10         | Tingo María | 72.225   |
| 8   | Marañón       | 32.621   | 4.801 km²   | 1007   | 5          | Huacrachuco | -        |
| 9   | Pachitea      | 76.227   | 3.069 km²   | 1008   | 4          | Panao       | 4.848    |
| 10  | Puerto Inca   | 31.729   | 10.341 km²  | 1009   | 5          | Puerto Inca | -        |
| 11  | Yarowilca     | 33.055   | 727 km²     | 1011   | 8          | Chavinillo  | -        |

| Detailkaart |
| ----------- |
|             |
| Provincies  |